# Ihor Tenjuch
Ihor Josypovitj Tenjuch (ukrainska: Ігор Йосипович Тенюх), född 23 maj 1958, Stryj, är en ukrainsk politiker medlem av Svoboda och  27 februari - 25 mars 2014 tillförordnad försvarsminister i Ukraina.
Tenjuch är amiral och från västra Ukraina, han är tidigare befälhavare för ukrainska Svartahavsflottan. Han var nybliven medlem i Svoboda då han blev tillförordnad försvarsminister. Tenjuch kritiserades för hur han har hanterat krisen i landet och det spända säkerhetsläget. 24 mars beslöt han att kalla tillbaka de ukrainska trupperna från Krimhalvön och dagen efter lämnade han in sin avskedsansökan. Han motiverade officiellt sin avskedsansökan med att han inte vill sitta kvar om det är många som tycker att han inte sköter sin uppgift bra. 
Först rapporterades det att parlamentet inte beviljade avskedsansökan, men senare godkändes den. Ny tillförordnad försvarsminister blev Mihailo Koval.